# Isaías (bispo da Bulgária)
Isaías (em búlgaro: Исая) foi um bispo da Bulgária do século IX, cuja existência é indiscutivelmente atestada pelo seu carimbo oficial (selo de chumbo) com a inscrição "Isaías Bispo da Bulgária", mas para o qual nenhuma outra informação foi preservada. Provavelmente foi o primeiro Bispo da Bulgária enviado de Constantinopla para liderar o batismo do povo búlgaro por Bóris I (r. 852–889), em 865, e chefiou a Igreja Búlgara recém-estabelecida. Com a chegada dos bispos enviados de Roma em 867, a Missão Bizantina terminou e o primeiro bispo da Bulgária deixou o país.